# شيراوي
شيراوي  هي بلدية في اليابان، وبلدة في اليابان، تقع في Iburi Subprefecture ‏، بلغ عدد سكانها 17,147  نسمة وذلك حسب إحصائيات سنة 2018.

## أعلام
- هيرومي ياماموتو